# 에어포트 (영화)
《에어포트》(Airport)는 1970년 공개된 미국의 영화이다.
이 영화는 눈보라가 치는 동안 공항을 개방하려고 노력하는 공항 관리자와 비행 중인 보잉 707 여객기를 폭파하려는 자살 폭탄 테러범의 이야기를 담고 있다. 시카고 근처의 가상 링컨 국제공항에서 진행된다. 이 영화는 상업적 성공을 거두었고 유니버설 픽처스의 가장 큰 수익 창출자로서 영화 스파르타쿠스를 능가했다.

## 줄거리
시카고 근처의 가상 공항인 링컨 국제공항은 기록적인 폭설로 인해 마비 직전이다. 공항 매니저 멜 베이커스펠드는 폭설 속에서 공항을 정상적으로 운영하기 위해 밤낮없이 애쓰지만, 이로 인해 아내와의 관계는 더욱 악화된다. 동시에 그는 동료 직원인 타냐 리빙스턴과 가까워진다. 
한편, 로마행 트랜스 글로벌 항공 2편 '골든 아르고시'에 탑승한 베테랑 조종사 버논 데머레스트는 기장 앤슨 해리스의 비행을 평가해야 한다. 데머레스트는 베이커스펠드의 여동생과 결혼했지만, 이 비행의 수석 스튜어디스인 그웬 메이겐과 불륜 관계를 맺고 있으며, 그웬은 데머레스트의 아이를 임신한 상태이다.
베이커스펠드는 눈 속에 파묻힌 항공기를 빼내기 위해 수석 정비공 조 파트로니를 호출한다. 또한 그는 여러 항공사에 무임승차하는 노파 에이다 퀸셋을 처리해야 하며, 공항 소음 문제로 활주로 폐쇄를 요구하는 시의원과도 갈등을 겪는다.
그러던 중, 전직 폭파 전문가이자 정신 질환 병력이 있는 도미닉 게레로가 자살 폭탄 테러를 계획하고 비행기에 탑승한다. 그는 비행 중 폭탄을 터뜨려 아내에게 보험금을 지급하려 한다. 그의 이상한 행동은 공항 관계자들의 의심을 사고, 그의 아내는 남편을 막기 위해 공항으로 달려간다. 그녀는 남편이 과거 폭탄을 잘못 다뤄 해고된 적이 있으며, 경제적으로 매우 어려움을 겪고 있다는 사실을 알린다.
에이다 퀸셋은 직원의 감시를 피해 로마행 비행기에 탑승하고, 게레로 옆자리에 앉는다. 게레로의 계획을 알게 된 승무원들은 승객에게 알리지 않고 비행기를 돌려 시카고로 향한다. 승무원들은 그녀를 설득해 폭탄이 든 가방을 확보하려 하지만 실패한다. 데머레스트는 게레로를 설득하려 하지만, 게레로는 화장실에서 폭탄을 터뜨려 동체에 큰 구멍을 내고 사망한다. 이 폭발로 그웬을 포함한 몇몇 승객이 부상을 입지만, 조종사들은 기체를 간신히 제어한다. 
악천후로 인해 다른 공항들이 폐쇄된 상황에서 2편은 링컨 공항으로 비상 착륙해야 한다. 데머레스트는 짧은 활주로에 착륙하면 위험하다는 것을 알고, 폐쇄된 활주로 29번을 사용할 것을 요구한다. 베이커스펠드는 눈에 파묻힌 비행기를 희생시키려 하지만, 파트로니는 엔진과 구조 한계를 무시하고 기적적으로 항공기를 빼내어 활주로 29번을 개방한다. 결국 2편은 안전하게 착륙한다. 
착륙 후, 아내 이네스는 남편의 행동에 대해 사과하고, 데머레스트는 부상당한 그웬을 병원으로 데려가며 그녀의 임신을 축복하기로 결심한다. 에이다 퀸셋은 항공사에서 제공하는 평생 1등석 탑승권을 즐거워하고, 베이커스펠드와 타냐는 함께 그녀의 아파트로 향한다.

## 출연

### 주연
- 버트 랭카스터
- 딘 마틴
- 진 세버그

### 조연
- 재클린 비셋
- 조지 케네디
- 헬렌 헤이즈
- 데이나 윈터
- 밴 헤플린
- 모린 스태플튼
- 베리 넬슨

## 기타
- 원작자: 아서 헤일리
- 협력프로듀서: 자크 마페스
- 미술: E. 프레스턴 아메스
- 미술: 알렉산더 골릿즌
- 의상: 에디스 헤드

## 한국판 성우진

### TBC (1980년 11월 25일)
- 유강진 - 멜(버트 랭카스터)
- 이선영
- 장유진
- 양지운
- 김병관
- 황원
- 김정희
- 이경자

### KBS (2002년 9월 1일)
- 유강진 - 멜(버트 랭카스터)
- 장광 - 번(딘 마틴)
- 안경진 - 타냐(진 세버그)
- 함수정 - 그웬(재클린 비셋)
- 이광자 - 퀸셋 부인(헬렌 헤이즈)
- 온영삼 - 페트로니(조지 케네디)
- 장유진 - 신디(데이나 윈터)
- 황원
- 노민
- 임은정
- 조동희
- 이진화
- 유해무
- 최병상
- 문관일
- 오인성
- 은미
- 정훈석